# Yucatánmyggsnappare
Yucatánmyggsnappare (Polioptila albiventris) är en fågel i familjen myggsnappare inom ordningen tättingar.

## Utseende
Myggsnappare är små, gråaktiga fåglar som mycket aktivt rör sig genom växtligheten medan de konstant vippar, reser och brer ut sin långa stjärt för att skrämma upp insekter. Yucatánmyggsnapparens hane har svart hjässa, heltäckande under häckningen och med ett vitt ögonbrynsstreck utanför häckningstid. Honan har en grå hjässa med ett smalt vitt ögonbrynsstreck året om. Den är lik svartbrynad myggsnappare, men denna har en vit ögonring och saknar det vita ögonbrynsstrecket.

## Utbredning och systematik
Fågeln förekommer enbart på norra Yucatánhalvön i sydöstra Mexiko. Den behandlades tidigare som underart till vittyglad myggsnappare (Polioptila albiloris) och vissa gör det fortfarande. Den har dock urskiljts som egen art efter studier som visar på genetiska och lätesmässiga skillnader.

## Status
IUCN erkänner den inte som art, varvid den inte placeras i någon hotkategori.